# Johan Svendsen
Johan Severin Svendsen (30. září 1840 – 14. červen 1911) byl norský skladatel, dirigent a houslista.

## Život
Johan Severin Svendsen se narodil v Oslu, většinu života strávil v Kodani. Jeho otec byl učitelem hudby, Johan se v dětství učil hrát na housle a na klarinet. Po dokončení školy se živil jako hráč v orchestru. Svá studia dokončil v Lipsku v roce 1867, kdy získal první cenu za skladbu. Jeho prvním publikovaným dílem byl smyčcový kvartet a moll opus 1 (1865). Poté dirigoval v Paříži (1868-70) a Lipsku (1870-72), následně jako dirigent cestoval po Americe, Německu, Itálii, Anglii a Francii. V roce 1871 se v New Yorku oženil.
Od roku 1883 byl hlavním dirigentem orchestru královského divadla v Kodani, kde žil až do své smrti. V roce 1884 se se svou ženou rozešli, ona dále žila v Paříži. Jejich vztah byl velmi komplikovaný, zejména poté, co v roce 1883 v hněvu spálila jedinou kopii Svendsenovy třetí symfonie. V roce 1901 se rozvedli, několik dní potom si ale vzal Juliettu Haaseovou, s níž žil celý život a měl s ní tři děti, jedním z nich byl slavný herec Eyvind Johan Svendsen. Mimoto měl ještě jednoho nemanželského syna z doby studií.
Za svého života byl v Dánsku a Norsku velmi úspěšný jako dirigent i jako skladatel, přesto ale nedosáhl mezinárodního úspěchu a jeho skladby se nikdy nestaly součástí mezinárodního repertoáru klasické hudby. Psal převážně orchestrání skladby, byl proslulý pro své umění orchestrace a harmonie. Nejslavnějším Svendsenovým dílem je romance pro housle a orchestr opus 26 z roku 1881. K dalším jeho významným dílům řada čtyř tzv. norských rapsódií (1867 – 1877, opusy 17, 19, 21, 22), tři symfonie (jedna se nedochovala) a mnoho programních skladeb, symfonických básní a převážně houslových koncertů. Za studií psal také komorní skladby, které sice byly velmi ceněny a byl díky nim pokládán za velmi talentovaného studenta, v kontextu jeho díla ale nemají velký význam. V pozdějším životě nepsal komorní hudbu vůbec.